# Angel Puss (1988)
Angel Puss ist ein amerikanischer Pornofilm des Regisseurs Alex DeRenzy aus dem Jahr 1988. Der Film wurde bei den AVN Awards 1989 als „Best All-Sex Video“ ausgezeichnet.
Er wird als Pornofilm bzw. Hardcore-Film aus den 1980er Jahren bezeichnet und beinhaltet Facial-Szenen.

## Handlung
Mr. Cocks hatte eine unangenehme Begegnung mit Gifteiche und befindet sich mit bandagierten Händen im Krankenhaus, die ihn an Selbstbefriedigung hindert. Wann immer eine Krankenschwester bereit ist, ihm Erleichterung zu verschaffen, wird dies jedoch unterbrochen.
Miss Nightingale, die Schwesternschülerin weckt ihn und fragt nach seinem Befinden. Zunächst ist sie empört, als er sein Leiden beschreibt. Doch schließlich beginnt sie, ihn durch Fellatio zu befriedigen. Der Patient beginnt, sich besser zu fühlen, und hat einen Tagtraum, in dem vier junge Schwestern ihre Genitalien entblößen, während sie die Ärzte Doc Byron und Dr. Cobb verführen.
Die Schwesternschülerin wird jedoch von Oberschwester Mary ertappt und gerügt. Mr. Cocks beklagt sich, woraufhin die Oberschwester beginnt, ihn mit der Hand zu befriedigen. In diesem Moment erlebt er erneut einen Tagtraum, in dem vier Schwestern sich miteinander vergnügen.
Doch auch die Oberschwester wird von Doc Byron unterbrochen, der sie zu einem Gespräch über ihr Verhalten in sein Büro mitnimmt.
Die Schwesternschülerin setzt ihren Blowjob an dem weiterhin klagenden Mr. Cocks fort. Er erlebt einen weiteren Tagtraum, in dem er dem Gespräch der Oberschwester mit den beiden Ärzten beiwohnt, die beide mit ihr intim werden und sie penetrieren.
Miss Nightingale, die Schwesternschülerin, beginnt, Mr. Cobb zu reiten, muss jedoch plötzlich weglaufen, um dem Patienten das Mittagessen zu bringen und lässt ihn unbefriedigt zurück.
Eine Engelsfee aus dem Krankenhaus kommt zunächst in Form eines alten, kauzigen Mannes zu Besuch, verwandelt sich dann jedoch in eine hübsche junge Frau. Sie gibt sich dem Patienten hin und der Film endet mit einem befriedigten Mr. Cocks.

## Auszeichnungen
- 1989: AVN Award: „Best All-Sex Video“ – Angel Puss[1]

## Wissenswertes
- Der Film belegt Platz 163 auf der Liste der „List for the 500 Greatest Adult films of All Time“[2] von AVN